# Abüdénosz
Abüdénosz (görög Αβυδηνός, latinosan Abydenus, 1. század?) görög történetíró, a „Kháldea és Asszíria története” című munka (vagy Peri Asszürión, röviden Asszüriaka, Ἀσσυριακά) szerzője. Nagyban támaszkodott Bérósszosz Khaldaikájára, amelyek mellett láthatóan ismerte az ószövetségi írások vonatkozó részleteit is. Csak kompilációkban és idézetekben maradt fenn belőle néhány töredék kaiszareiai Euszebiosznál (Εὑαγγελικὴ Προπαρασκευή, Evangeliké proparaszkené, Preparatio evangellica és a Khronikon címen ismert, örmény fordítású Pantodape historia), alexandriai Kürillosznál (Iulianusról) és Movszesz Horenaci örmény írónál.
Abüdénosz élete csak bizonytalanul datálható. Már Bérósszosz is említ egy Abüdénoszt az i. e. 4. században, aki valószínűleg a sok Palaiphatosz közül az abüdoszi. Őt említi az i. e. 1. században Lucius Cornelius Alexander, aki Bérósszoszt dolgozta fel. Az 1. századi, néha II. Abüdénoszként ismert író viszont a héber irodalmi ismereteit már az Alexander által írt Bérósszosz-kompilációból szerezhette. Jelentősége abban rejlik, hogy Bérósszosz elveszett munkáját dolgozta fel, és ehhez hozzátette két évszázad mítoszfejlődésének eredményeit is. Egyes feltevések szerint Euszebiosz sem olvasta közvetlenül Bérósszoszt, hanem többek közt Abüdénosztól merített.